# Aoife Wafer
Pas d'image ? Cliquez ici

a Compétitions nationales et continentales officielles uniquement.

b Matchs officiels uniquement.
Dernière mise à jour le 22 mai 2025.
Aoife (ˈiːfʲə) Wafer, née le 25 mars 2003 à Ballygarrett (en) (Irlande) est une joueuse internationale irlandaise de rugby à XV qui évolue aux postes de troisième ligne aile et de troisième ligne centre. Elle joue en Championnat d'Angleterre, aux Harlequins.

## Biographie
Née le 25 mars 2003 à Ballygarrett (en) en Irlande, Aoife Wafer commence la pratique du rugby à XV à six ans au Gorey RFC (en). Elle pratique également le football gaélique. À quinze ans seulement, elle joue avec la sélection des moins de 18 ans du Leinster, dont elle est par la suite capitaine. Elle est également la première capitaine de l'histoire de la sélection nationale irlandaise des moins de 18 ans.
Elle fait ses débuts internationaux avec l'Irlande lors du Tournoi des Six Nations 2022 contre l'Italie, mais se blesse ensuite gravement aux ischios-jambiers et passe plusieurs mois sans jouer.
Elle reprend la compétition début 2023 avec l'équipe des Combined Provinces XV, la franchise qui remporte la première édition du Celtic Challenge.
En septembre 2023, Aoife Wafer remporte le championnat inter-provinces avec le Leinster. En suivant, elle est sélectionnée pour la première édition du WXV organisée à Dubaï, et remportée par les Irlandaises. Elle dispute la dernière rencontre face à l'Espagne. 560 jours ont passé entre sa première et sa deuxième cape.
Elle est sélectionnée avec la nouvelle franchise des Wolfhounds, qui remporte la deuxième édition du Celtic Challenge.
Sélectionnée pour le Tournoi des Six Nations 2024, elle marque son premier essai international contre la France. Lors de la troisième journée, elle est nommée joueuse du match contre le pays de Galles. L'Irlande se classe troisième et Aoife Wafer est élue dans l'équipe type de la compétition. Après le Tournoi, elle est contactée par plusieurs clubs anglais, mais ne donne pas suite : elle souhaite jouer encore un peu en Irlande et par la même occasion faire une année d'études supplémentaire.
Sa saison 2024-2025 débute par une sélection pour jouer la deuxième édition du WXV. Aoife Wafer dispute les trois rencontres et inscrit deux essais lors de la victoire historique face aux Black Ferns.[réf. nécessaire] Avec les Wolfhounds, elle remporte le Celtic Challenge pour la troisième fois de suite. Sélectionnée pour le Six Nations 2025, elle est titularisée à quatre reprises (et marque deux essais) mais rate la dernière journée sur blessure. Elle est élue meilleure joueuse de la compétition. Au terme de la saison, elle annonce sa signature aux Harlequins.
Elle est étudiante en kinésithérapie au University College Dublin. Sa sœur cadette Orla joue également au Blackrock College RFC et est internationale moins de 20 ans,.

## Palmarès

### En franchise et province
- Vainqueur du Championnat inter-provinces irlandaises en 2023 et 2024.
- Vainqueur du Celtic Challenge en 2023, 2024 et 2025.

### En équipe nationale
- Vainqueur du WXV 3 en 2023.

### Distinctions personnelles
- Membre de l'équipe type du Tournoi des Six Nations en 2024.
- Membre du XV féminin de l'année aux prix World Rugby en 2024.
- Meilleure joueuse du Tournoi des Six Nations en 2025.